# Nieuw-Schoonebeek
Nieuw-Schoonebeek ist ein Ort in der Gemeinde Emmen in der niederländischen Provinz Drenthe. Bis zur Gemeindereform 1998 gehörte Nieuw-Schoonebeek zur bis dahin eigenständigen Gemeinde Schoonebeek.

## Geografie
Nieuw-Schoonebeek liegt im äußersten Südosten der Provinz Drenthe, unmittelbar an der deutsch-niederländischen Grenze. Nördlich des Ortes liegt der niederländische Teil des Internationalen Naturparks Bourtanger Moor-Bargerveen, südlich befindet sich das niedersächsische Naturschutzgebiet Hochmoor Ringe. Der südöstlich von Twist entspringende Fluss Grenzaa (niederländisch: Schoonebeker Diep) bildet die Grenze zwischen Nieuw-Schoonebeek und Deutschland.

### Gliederung
Nieuw-Schoonebeek ist in vier Viertel unterteilt: Nieuw-Schoonebeek (795 Einwohner), Oostelijk Nieuw-Schoonebeek (Östliches Nieuw-Schoonebeek, 265 Einwohner), Verspreide huizen Nieuw-Schoonebeek (Verstreute Häuser Nieuw-Schoonebeek, 35 Einwohner) und Westelijk Nieuw-Schoonebeek (Westliches Nieuw-Schoonebeek, 205 Einwohner).

### Nachbarorte und -regionen
| Amsterdamscheveld, Zandpol | Weiteveen                                   | Bargerveen                 |
| Koelveen                   | Kompassrose, die auf Nachbargemeinden zeigt | Twist                      |
| Kleinringer Wösten         | Hochmoor Ringe                              | Neuringe, Neuringer Wiesen |

## Geschichte
Auf dem Gebiet von Nieuw-Schoonebeek wurden bei archäologischen Ausgrabungen steinzeitliche Fundstücke entdeckt, die auf eine Besiedlung des Gebiets schließen lassen.
Bis zum Ende des 18. Jahrhunderts war das heutige Ortsgebiet Weideland und lediglich mit vereinzelten Stall- und Wohngebäuden der Hirten bebaut. Am Anfang des 19. Jahrhunderts gründeten Kolonisten, die hauptsächlich aus dem Emsland stammten, das Dorf. Im Jahr 1849 wurde die katholische Bonifatiuskirche erbaut, die bis in die 1960er Jahre bestand.

## Sehenswürdigkeiten

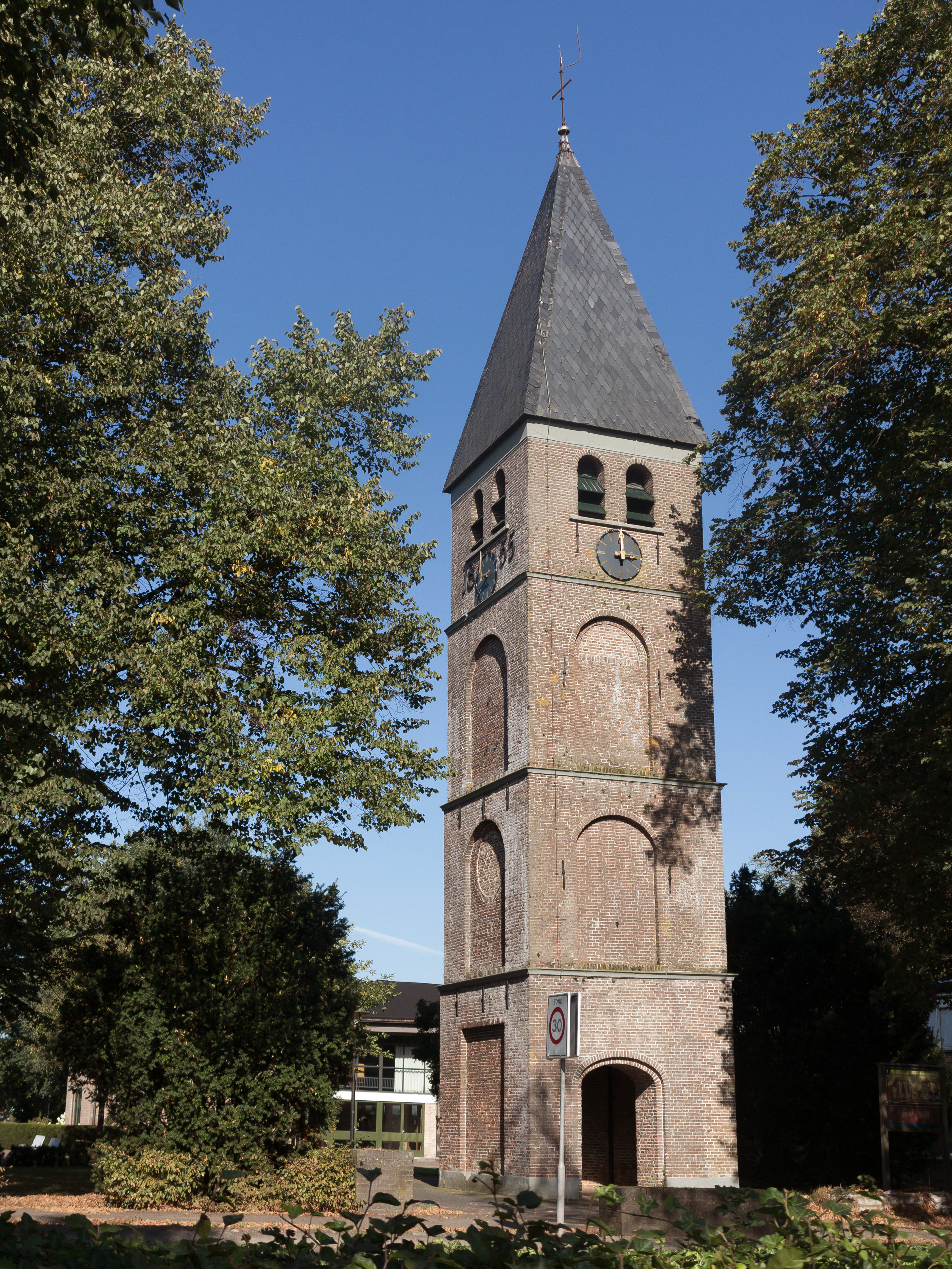
Separater Kirchturm

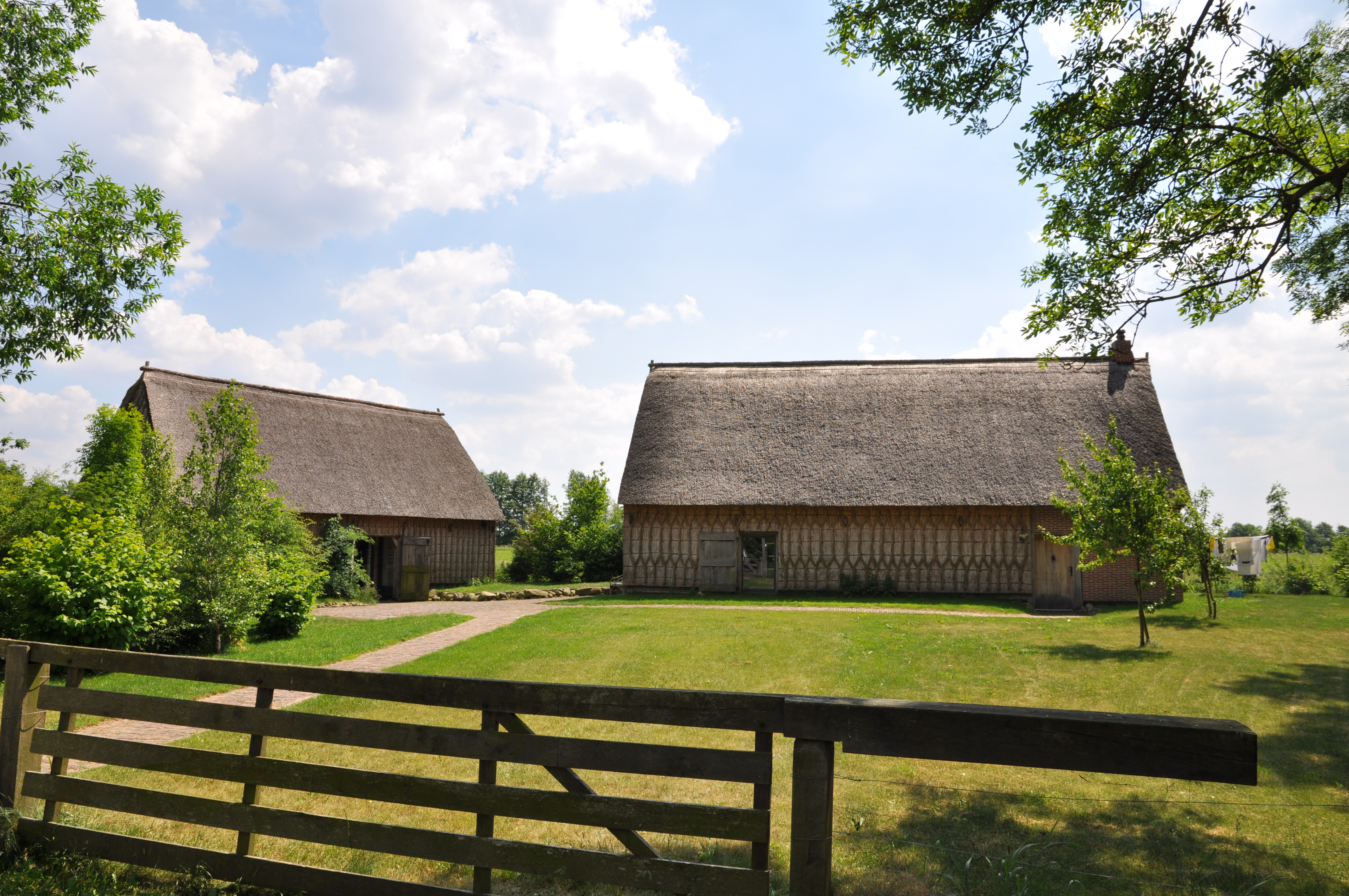
Wilms Boô

In Nieuw-Schoonebeek befindet sich Wilms Boô, eine ursprünglich im 17. Jahrhundert als Ochsenstall mit Wohnplatz erbautes Gebäudeensemble. Wilms Boô gilt als die älteste in den Niederlanden erhaltene Boô, wie die für die Region typischen Fachwerkhäuser der Hirten bezeichnet werden, und steht als Rijksmonument unter Denkmalschutz. Die Anlage wurde 2004 durch einen Brand vollständig zerstört. In Zusammenarbeit mit der Stichting Het Drentse Landschap (Stiftung Drenter Landschaft) wurde Wilms Boô bis zum Jahr 2008 wieder aufgebaut und von Prinzessin Margriet von Oranien-Nassau am 4. August 2008 wiedereröffnet. Wilms Boô wird seitdem durch die Stiftung verwaltet.
Im Zentrum von Nieuw-Schoonebeek befindet sich ein freistehender Kirchturm. Dieser ist der Rest der in der Mitte des 19. Jahrhunderts erbauten Bonifatiuskirche. Das ursprüngliche Kirchengebäude wurde in den 1960er Jahren abgebrochen und durch einen Neubau unweit des originalen Bauplatzes ersetzt, der Turm des alten Bauwerks blieb erhalten.

## Sport
Seit 1930 existiert der Fußballverein VV Schoonebeek (Voetbalvereniging Schoonebeek). In der Saison 1995/96 erreichte der Verein die höchste niederländische Amateurklasse; in der Saison 2016/17 spielte der VV Schoonebeek in der 4. Amateur-Klasse des KNVB. Seit 1985 besteht die Abteilung Frauenfußball.

## Veranstaltungen
Seit den 1970er Jahren findet in Nieuw-Schoonebeek jährlich im Sommer ein mehrtägiges Musikfestival statt. Bis 1999 hieß die Veranstaltung Rumah Rock, seitdem heißt das Festival Rumah Live. Neben regionalen Künstlern traten auch bereits international bekannte Stars wie Iggy Pop, die Ramones, Texas und The Cult in Nieuw-Schoonebeek auf.

## Persönlichkeiten

### Söhne und Töchter des Ortes
- Hein Pieper (* 1962), Politiker und Autor
- Pascal Huser (* 1995), Fußballspieler

### Personen, die in Nieuw-Schoonebeek gewirkt haben
- Gerardus Bulten (1871–1955), Lehrer und Politiker, 1898 Schulleiter in Nieuw-Schoonebeek